# Haemaphysalis concinna
Haemaphysalis concinna (лат.) — вид клещей из семейства иксодовых, типовой для рода Haemaphysalis.

## Распространение
Область распространения от Атлантического до Тихоокеанского побережья между 38° и 56° с. ш. и разобщена на большое число изолятов. Встречается в Азербайджане, Белоруссии, Грузии, Молдавии, Польше, Румынии, Словакии, Чехии. В Армении отмечен в окрестностях посёлка Бюракан.
В европейской части России обитает в Крыму, на Керченском полуострове, в Предкавказье, на Северном Кавказе, отмечен в окрестностях Ростова-на-Дону, ногайских степях, полосой распространён по долине реки Урал.

### Распространение в Предбайкалье
В Предбайкалье вид распространен спорадически. Местные популяции характеризуются низкой численностью и крайней мозаичностью ареала.
Показано существование стабильных локальных популяций в нижнем течении р. Белая, в долине р. Хайта (окрестности пос. Аранцехой Усольского района), где регулярно имели место находки клещей от 2 до 57 особей. Известны случаи находок H. concinna в Эхирит-Булагатском районе (Данчинова, 1987).
Вид обитает на надпойменных террасах в берёзовых и смешанных лиственно-хвойных разнотравных лесах, единичные экземпляры ежегодно обнаруживаются при проведении мониторинговых исследований в природных очагах клещевых инфекций в южных районах Предбайкалья (Ангарский, Усольский, Черемховский районы).

## Экология
Населяет мезофильные и гигрофильные растительные формации: широколиственные леса, реже смешанные, кустарниковые зарости, высокотравные луга, кочкарниковые болота с зарослями камыша, пастбища на месте сведения лесов.

## Питание
Типы подстерегания пастбищный.
В качестве прокормителей отмечено 60 видов диких млекопитающих, сельскохозяйственные и домашние животные, около 80 видов птиц, несколько видов рептилий.

## Размножение
Цикл развития трёххозяинный. Продолжительность развития 3 — 5 лет.

## Эпидемиология
Установлена естественная заражённость вирусом клещевого энцефалита. Переносчик возбудителя клещевого сыпного тифа Северной Азии. Спонтанный носитель туляремийного микроба. Переносчик возбудителя бруцеллёза.